# Chaeturichthys
Chaeturichthys is een monotypisch geslacht van straalvinnige vissen uit de familie van grondels (Gobiidae).

## Soort
- Chaeturichthys stigmatias Richardson, 1844